# Gare de Port Hope
La gare de Port Hope, située à Port Hope en Ontario, est l'une des plus anciennes gares ferroviaires canadiennes encore en service. La gare est située sur Hayward Street, sur une élévation de terrain à la limite sud-ouest de la ville de Port Hope. Elle est desservie par les trains interurbains entre Toronto et Ottawa de Via Rail Canada.
Le bâtiment de la gare est protégé par une servitude protectrice de la Fiducie du patrimoine ontarien. La gare est également désignée au niveau fédéral en vertu de la Loi sur la protection des gares ferroviaires patrimoniales.

## Situation ferroviaire
La gare est située au point milliaire 250,7 milles (403,5 km) de la subdivision Kingston du Canadien National, entre les gares d'Oshawa et de Cobourg.

## Histoire
La gare de Port Hope a fait partie de la première ère de construction ferroviaire au Canada et a contribué au développement économique précoce de la ville. La gare a été construite en 1856 par le chemin de fer Grand Tronc, qui avait été constitué quatre ans plus tôt, afin de construire une ligne principale à travers la Province du Canada. Le Grand Tronc, qui était une entreprise de Francis Hincks, inspecteur général de la Province du Canada, et d'un consortium d'entrepreneurs britanniques, s'est développé rapidement à la suite de fusions avec cinq autres compagnies ferroviaires. Au moment de la Confédération canadienne, c'était le plus greand réseau ferroviaire du monde. La construction de la partie principale du chemin de fer entre Toronto et Montréal a commencé en 1853 et en octobre 1856, le chemin de fer était achevé et prêt à être exploité.
La gare a reçu une petite baie de télégraphiste en brique en 1881. La baie faisait saillie sur le quai, permettant à l'opérateur de voir les voies dans les deux directions. Le viaduc a été modernisé en 1893 lorsque le Grand Tronc a ajouté une deuxième voie le long de la ligne principale. Même au tournant du siècle, la qualité de construction de ces premières gares a fait ses preuves, et aucune n'a été remplacée pendant le programme de modernisation de Charles Melville Hays. Au 20e siècle, Port Hope était inondée de chemins de fer, et la plupart étaient sous le contrôle du Grand Tronc, le plus important étant le Midland Railway qui exploitait une grande rotonde dans la communauté. Cette dernière s'est avérée utile au Grand Tronc, car elle permettait de répartir les travaux d'entretien entre différents chantiers. Cependant, d'autres faux pas financiers et la mort de Charles Hayes ont forcé le Grand Tronc à faire faillite et à faire partie du Canadien National en 1923.
Les opérations à Port Hope se sont poursuivies à la gare tandis que le reste des bâtiments a été systématiquement démoli au fil du siècle. Malgré les efforts déployés par le CN pour se donner une nouvelle image dans les années 1960, la gare n'a fait l'objet d'aucune rénovation majeure et a conservé de nombreuses caractéristiques d'origine. On ne trouve aucune preuve que l'extérieur ait été peint. On ne peut pas en dire autant de l'intérieur de la gare. Les bancs, les poêles à charbon et les accessoires ont été entreposés, et un éclairage et un chauffage modernes ont été installés. Même les cheminées ont été démolies, et même la rotonde a été détruite à la fin de l'ère de la vapeur. Lorsque Via Rail a pris en charge le service voyages en 1978, le Canadien National a démoli la gare et a construit une petite gare moderne.
La communauté qui en était venue à aimer sa petite gare a accueilli cette nouvelle avec résistance. En faisant appel au Conservatoire d'architecture de l'Ontario et à la Fondation du patrimoine de l'Ontario, des efforts ont été déployés pour préserver la gare et de nombreuses autres de la première série de gares du Grand Tronc en Ontario. La communauté a lutté, et le Canadien National a pris les fonds destinés à la construction pour les utiliser plutôt pour la conservation. Les efforts ont commencé en 1980. Les anciennes cheminées ont été reconstruites, l'une d'entre elles étant utilisée pour l'évacuation du système de chauffage moderne. L'ancienne salle d'attente a été rafraîchie et restaurée, et les lambris et les planchers en bois dur ont été remis à neuf. Les murs et les plafonds en plâtre ont été nettoyés. Même le luminaire en laiton et les bancs en bois ont été remis à leur place et polis. L'ancienne salle des bagages a été transformée en un petit espace commercial et louée, et une billetterie a été installée. La pierre calcaire extérieure a été nettoyée, les murs est et ouest ont été reconstruits et rafraîchis, les fenêtres ont été remplacées par du verre moderne et les cadres en bois ont été repeints. Dans l'ensemble, la gare est redevenue ce qu'elle était en 1881.
Aujourd'hui, la gare dessert les trains de Via Rail et est l'une des deux gares du Grand Tronc de 1856 encore en activité, l'autre étant celle de Napanee. C'est également la seule des huit gares originales de Thompson Wayside en Ontario. La gare fonctionne principalement les jours de semaine pour les travailleurs qui souhaitent prendre le train pour se rentre au travail à l'extérieur de la ville.

## Service des voyageurs

### Accueil

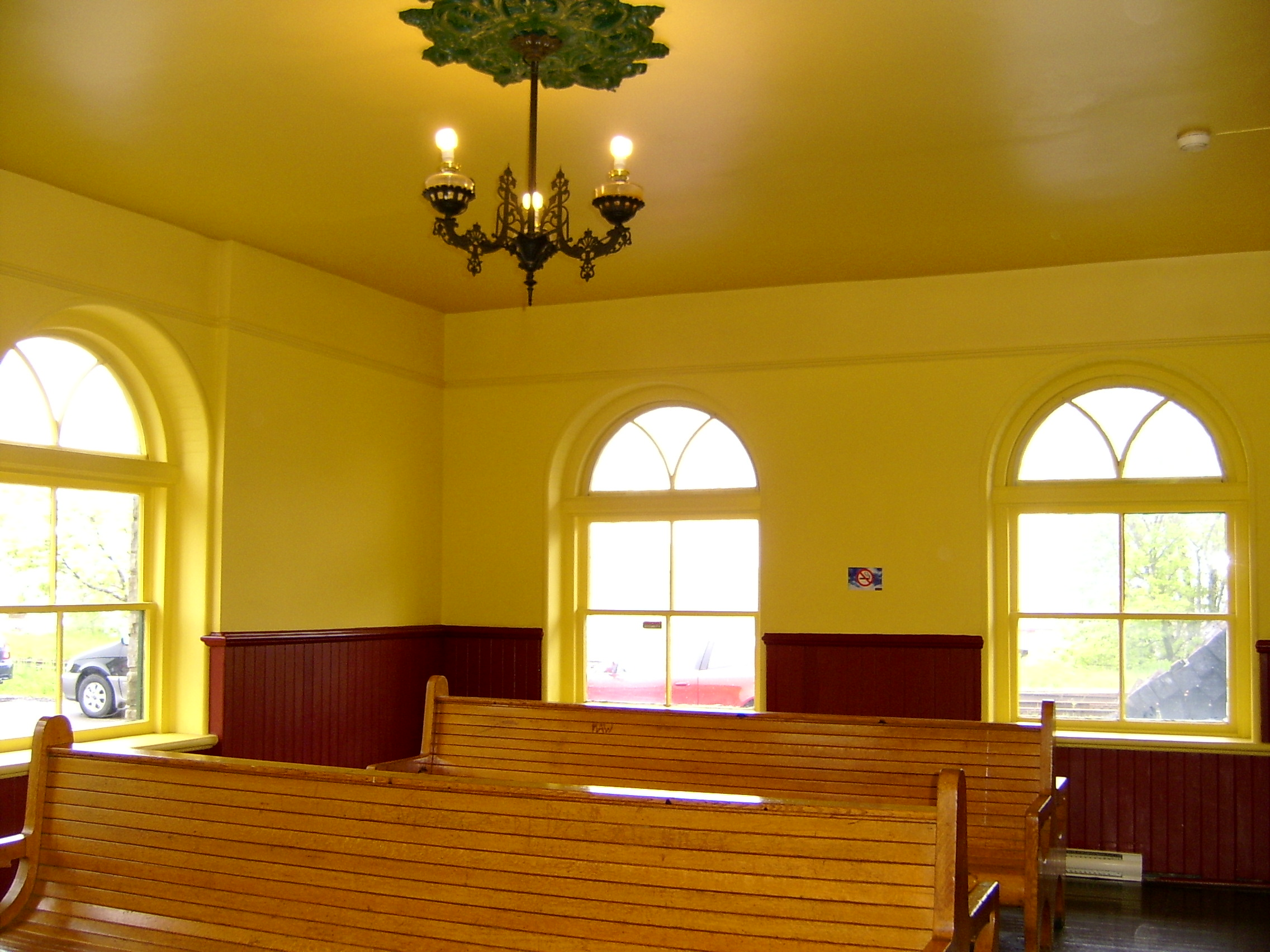
Salle d'attente de la gare, 2009.

La gare de Port Hope est une gare sans personnel, mais dispose d'une salle d'attente chuaffée, d'un téléphone payant, de toilettes, d'un stationnement extérieur gratuit et d'un accès pour les fauteuils roulants. La gare n'offre pas d'enregistrement de bagages.

### Desserte
Deux à trois trains à destination d'Ottawa et deux trains à destination de Toronto s'arrêtent chaque jour à la gare de Port Hope.

### Intermodalité
Le transport en commun local est assuré par Port Hope Transit, qui comprend la navette express vers Cobourg. Les trois lignes d'autobus partent de l'hôtel de ville de Port Hope, 1 kilomètre à l'est de la gare. Le service de transport en commun est assuré du lundi au vendredi de 7h à 20h, et le samedi de 9h à 16h. Aucun service n'est offert les dimanches et les jours fériés.